# Joshua Mance
Joshua Mance, född den 21 mars 1992 i Los Angeles i Kalifornien, är en amerikansk friidrottare inom kortdistanslöpning.
Han ingick i USA:s lag som tog OS-silver på 4 x 400 meter stafett vid friidrottstävlingarna 2012 i London.